# Vochysia allenii
Vochysia allenii är en tvåhjärtbladig växtart som beskrevs av Standley och L. O. Williams. Vochysia allenii ingår i släktet Vochysia och familjen Vochysiaceae. Inga underarter finns listade i Catalogue of Life.